# G.E.P.
Automobiles G.E.P. était un constructeur automobile français,,.

## Histoire de l'entreprise
Émile Godefroy fonda l'entreprise de construction automobile en 1913 à Gennevilliers. Ses partenaires étaient Esmenard et Pons. Le nom de l'entreprise provient des lettres des fondateurs : Godefroy, Esmenard et Ponsqui. GEP cessa la production en 1914.

## Véhicules
GEP produisait de petits véhicules. Le plus petit modèle 8 CV possédait un moteur avec un unique cylindre de 664 cm3. Le modèle au-dessus 10 CV possédait deux cylindres de 1 058 cm3. Et le plus gros modèle 10 CV avait un moteur de quatre cylindres Ballot avec 1 131 cm3. La carrosserie des plus petits modèles possédaient deux place assise et les plus gros modèles deux et quatre sièges ainsi qu'une carrosserie pour voiture de livraison. Les modèles avaient une transmission à chaîne et un engrenage à friction.